# Щитовидный хрящ
Щитовидный хрящ — хрящ гиалинового типа, наиболее крупный в скелете гортани.

## Анатомия щитовидного хряща
Щитовидный хрящ образуют две четырёхугольные пластинки, соединяющиеся спереди с формированием в верхних отделах выступа, называющегося выступом гортани (кадык, «адамово яблоко»). Выступ гортани более выражен у мужчин, чем у женщин, в связи с разницей в угле соединения пластинок: 90° у мужчин и 120° у женщин. Сверху выступ гортани имеет вырезку (верхняя щитовидная вырезка, лат. incisura thyroidea superior). На нижнем крае щитовидного хряща имеется менее выраженная нижняя щитовидная вырезка, лат. incisura thyroidea inferior.
От задних краёв пластинок направляются две пары отростков, называющихся рогами или рожками (верхними и нижними). Верхние рога отходят к расположенной выше подъязычной кости, нижние соединяются с перстневидным хрящом. По внешней поверхности пластинок щитовидного хряща проходит косая линия, по которой крепятся грудино-щитовидная (лат. m. sternothyroideus) и щитоподъязычная (лат. m.thyrohyoideus) мышцы. Косая линия располагается на уровне верхне-боковых краев щитовидной железы. В области верхнего края пластинок может располагаться щитовидное отверстие, пропускающее верхнюю гортанную артерию (чаще проходит через расположенную выше щитоподъязычную мембрану).

## Соединения щитовидного хряща
С помощью широкой соединительнотканной пластинки, щитоподъязычной мембраны, щитовидный хрящ соединяется с подъязычной костью. По срединной линии эта пластинка уплотнена и носит название срединной щитоподьязычной связки, а задние утолщенные края мембраны, прикрепляющиеся к верхним рогам щитовидного хряща, называются щитоподъязычными связками.
Щитовидный хрящ соединяется с черпаловидными хрящами посредством внутренних связок гортани — голосовых и вестибулярных. Обе пары связок направляются от внутренней поверхности угла щитовидного хряща кзади. Голосовые связки прикрепляются к голосовым отросткам черпаловидных хрящей, формируя голосовую щель; значительно менее выраженные вестибулярные связки — выше, параллельно голосовым.
С перстневидным хрящом щитовидный хрящ соединяется посредством парного перстнещитовидного сустава, образованного нижними рожками щитовидного хряща и щитовидными суставными поверхностями в боковых отделах перстневидного хряща. Помимо этого, спереди, закрывая просвет между этими хрящами, располагается перстнещитовидная связка.
С надгортанником щитовидный хрящ соединяется щитонадгортанной связкой, направляющейся от стебелька надгортанника к внутренней поверхности угла щитовидного хряща.

## Иллюстрации

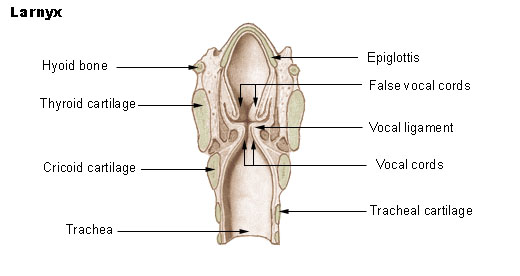
Гортань
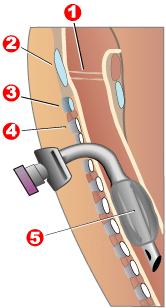
Схема трахеотомии, сбоку
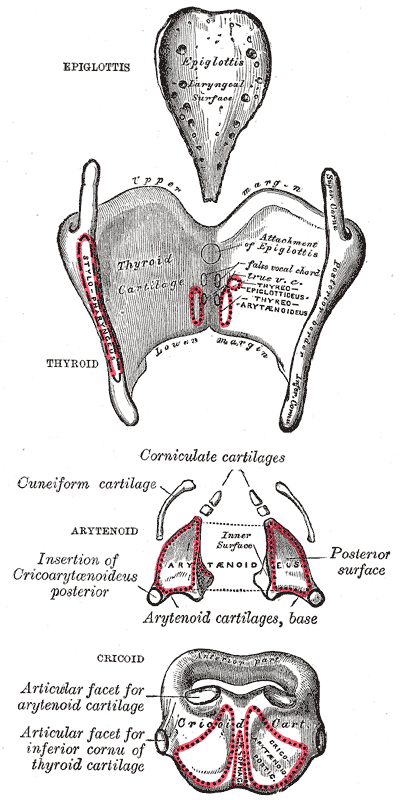
Хрящи гортани, сзади
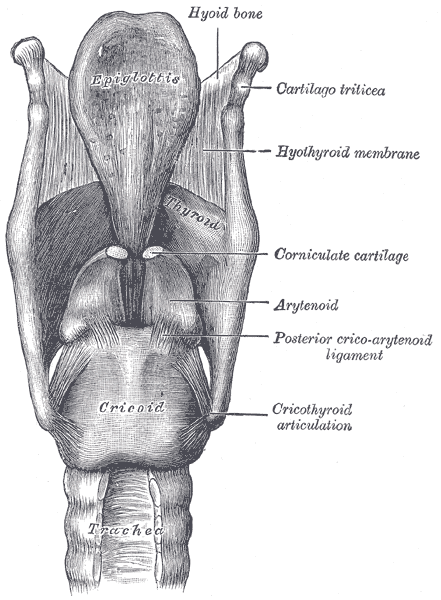
Связки гортани, сзади
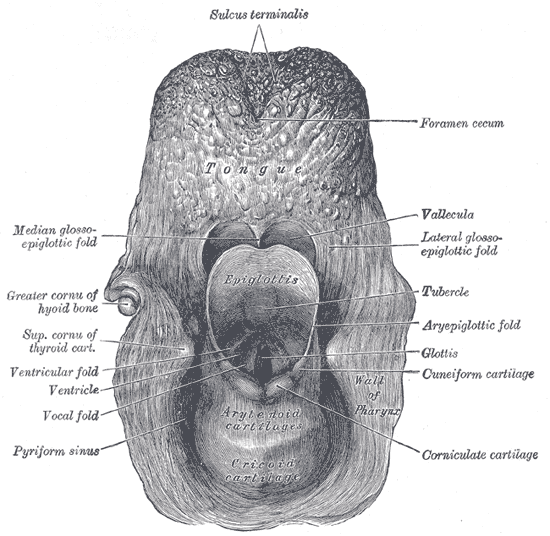
Вход в гортань, вид сзади
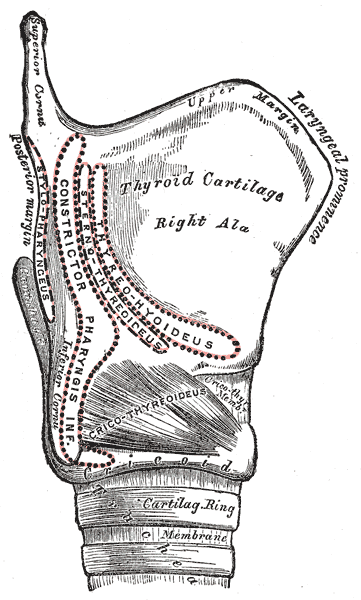
Места прикрепления мышц гортани
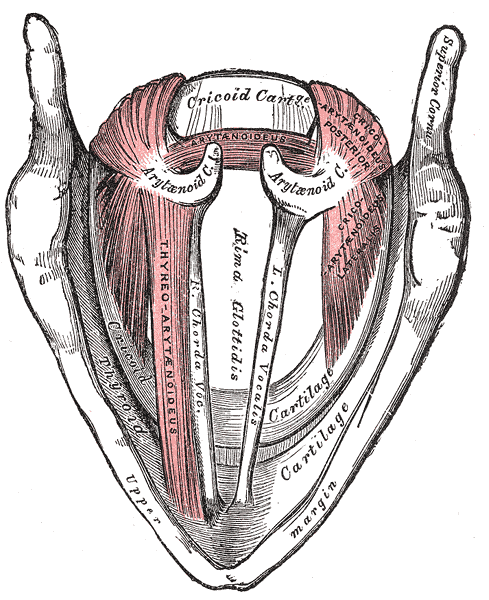
Мышцы гортани, сверху
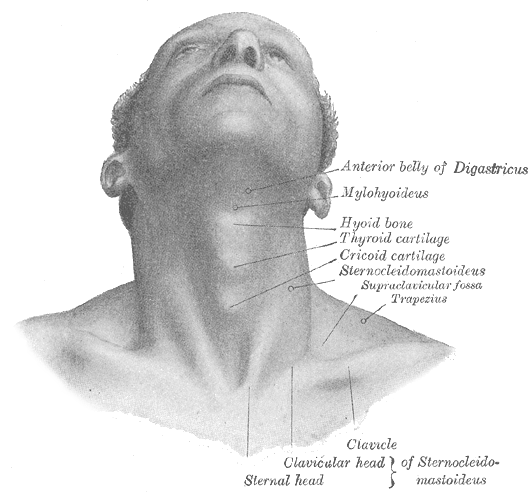
Вид шеи спереди